# Coupe du monde d'escalade de 1998
Navigation
9e édition 11e édition
La Coupe du monde d'escalade de 1998 désigne une série de quatre compétitions qui ont lieu entre le 1er août et le 14 novembre 1998 dans deux pays européens différents.

## Présentation
Cette dixième édition de la Coupe du monde d'escalade est organisée par le Conseil international de l'escalade (International Climbing Council - ICC) de l'Union internationale des associations d'alpinisme (UIAA). La discipline de l'escalade de vitesse est introduite et en constitue la première étape. Les trois autres étapes sont des épreuves d'escalade de difficulté. La même année, un circuit nommé Top Rock Challenge, et comprenant six étapes, préfigure ce qui devient la coupe du monde de bloc l'année suivante.
Le classement général de la difficulté couronne Liv Sansoz et Yuji Hirayama, et la coupe de vitesse est remportée par Olga Zakharova et Andrey Vedenmeer.

## Classement général
Pour établir le classement général, les points des trois manches sont cumulés,
| Catégories | Or                   | Or         | Argent                       | Argent     | Bronze               | Bronze     |
| ---------- | -------------------- | ---------- | ---------------------------- | ---------- | -------------------- | ---------- |
| Difficulté | Yuji Hirayama        | 280 points | Cristian Brenna              | 195 points | Yevgen Kryvosheytsev | 143 points |
| Difficulté | Liv Sansoz (2)       | 280 points | Muriel Sarkany               | 260 points | Stéphanie Bodet      | 160 points |
| Vitesse    | Andrey Vedenmeer     | 100 points | Vladimir Netsvetaev-Dolgalev | 85 points  | Alexei Kozlov        | 65 points  |
| Vitesse    | Olga Zakharova       | 100 points | Alena Ostapenko              | 85 points  | Nataliya Perlova     | 65 points  |
| Combiné    | Yevgen Kryvosheytsev | 194 points | Tomasz Oleksy                | 20 points  | -                    | -          |
| Combiné    | Nataliya Perlova     | 103 points | Renata Piszczek              | 102 points | Olena Ostapenko      | 90 points  |

## Étapes
La coupe du monde d'escalade 1998 s'est déroulée du 1er aout au 14 novembre 1998, repartie en quatre étapes comprenant une discipline.
| Dates            | Lieu              | Difficulté | Bloc     | Vitesse  |
| ---------------- | ----------------- | ---------- | -------- | -------- |
| 1er août 1998    | Lac de Beauregard | -          | -        | X        |
| 4 septembre 1998 | Courmayeur        | X          | -        | -        |
| 9 novembre 1998  | Milan             | X          | -        | -        |
| 14 novembre 1998 | Kranj             | X          | -        | -        |
| Total : 4 étapes |                   | 3 étapes   | 0 étapes | 1 étapes |

## Podiums des étapes

### Difficulté

#### Hommes
| Étapes      | Lieu                | Or                | Argent               | Bronze         |
| ----------- | ------------------- | ----------------- | -------------------- | -------------- |
| 4 septembre | Courmayeur (Italie) | Cristian Brenna   | Yuji Hirayama        | Luca Zardini   |
| 9 novembre  | Milan (Italie)      | Yuji Hirayama (3) | Yevgen Kryvosheytsev | Arnaud Petit   |
| 14 novembre | Kranj (Slovénie)    | Yuji Hirayama (4) | François Legrand     | Simon Wandeler |

#### Femmes
| Étapes      | Lieu                | Or                 | Argent         | Bronze                    |
| ----------- | ------------------- | ------------------ | -------------- | ------------------------- |
| 4 septembre | Courmayeur (Italie) | Liv Sansoz (5)     | Muriel Sarkany | Elena Ovtchinnikova       |
| 9 novembre  | Milan (Italie)      | Muriel Sarkany (4) | Liv Sansoz     | Iwona Gronkiewicz-Marcisz |
| 14 novembre | Kranj (Slovénie)    | Liv Sansoz (6)     | Muriel Sarkany | Stéphanie Bodet           |

### Vitesse
Le podium de la première étape fait également office de classement général de la vitesse.

#### Hommes
| Étapes   | Lieu                | Or               | Argent                       | Bronze        |
| -------- | ------------------- | ---------------- | ---------------------------- | ------------- |
| 1er août | Beauregard (Italie) | Andrey Vedenmeer | Vladimir Netsvetaev-Dolgalev | Alexei Kozlov |

#### Femmes
| Étapes   | Lieu                | Or             | Argent          | Bronze           |
| -------- | ------------------- | -------------- | --------------- | ---------------- |
| 1er août | Beauregard (Italie) | Olga Zakharova | Alena Ostapenko | Nataliya Perlova |